# ریکاردو کولودل
ریکاردو کولودل (انگلیسی: Riccardo Collodel؛ زادهٔ ۱۰ نوامبر ۱۹۹۸) بازیکن فوتبال اهل ایتالیا است.